# .so
A .so Szomália internetes legfelső szintű tartománykódja. Hosszú szünet után 2010. november 1-jétől újra regisztrálhatóak alá domainek a .SO Registrynél, amely az ország posta- és távközlési minisztériumához tartozik.
A polgárháború idején a címtér kezelését ideiglenesen egy pittsburghi cégnek, a Monolith Innovation Groupnak adták. Az egyetlen, ezen a névtéren elérhető webes tartalom egy egyetlen honlapból álló weboldal, a nic.so volt, mely azt tudatta, hogy a .so domaint pihentetik. 2005. februári adatok alapján ezen a névtéren nem lehetett regisztrálni. 2007-es adatok alapján a .so névtér oldalait az ml.org és a granitecanyon.com honlapok tartalmazták. Mivel ezek regisztrált domainek voltak, de nem tartozik hozzájuk valós IP-cím, emiatt nem lehetett ezeket az oldalakat elérni. A cég már nem működik, de a TLD továbbra is az övék maradt 2009. április 17-ig, amikor átirányították új üzemeltetőjéhez, a szomáliai minisztériumhoz.

## A Monolith (ml.org) bukása
A Monolith Innovations, mint másodlagos tárhely-szolgáltató népszerű volt, mert a legfelső alá abban az időben nagyon drága volt csatlakozni. A szolgáltatónak az volt a célja, hogy kisebb méretű honlapoknak biztosítson ingyenes megjelenési lehetőséget a pelda.ml.org cím alatt, s nem kellett a pelda.com, pelda.org vagy pelda.net tetemes költségeit kifizetni.
Az ml.org 1998 végén hagyott fel a szolgáltatással, sok másik szerver, a datta.net neve alatt.
Ezalatt ingyenes harmadik szintű domaint több más személyiségnek is felajánlottak.